# Suan Shu Shu
Das Suàn shù shū (chinesisch 算數書 – „Rechen- und Zahlenbuch“) ist der früheste chinesische Text über die Mathematik. Der Text wurde in der frühen westlichen Han-Dynastie im Zeitraum zwischen 202 und 186 v. Chr. auf Bambusstreifen (chinesisch 竹简) verfasst. Seine Entdeckung schrieb die Geschichte der chinesischen Mathematik neu, ist der Text doch etwa 300 Jahre älter als die „Neun Kapitel der Rechenkunst“ (chinesisch 九章算術).

## Entdeckung und Publikation
Der Text wurde mit anderen zusammen im Grab M247 nahe bei Zhangjiashan 张家山, Jiangling-Bezirk, in Hubei im Jahre 1984 auf einem Gräberfeld gefunden und ausgegraben. Das Grab gehörte einem anonymen Beamten der frühen westlichen Han-Dynastie. Abgesehen von dem Suan Shu Shu sind insgesamt 1200 mit Tusche beschriebene Bambusstreifen gefunden worden, die durch drei Schnüre zusammengebunden waren. Diese waren jedoch im Verlauf der Jahre verfault und die Stäbchen durcheinandergeraten. In minutiöser Arbeit setzten chinesische Wissenschaftler diese in 17-jähriger Arbeit wieder zusammen, und im Jahre 2000 wurde eine Ausgabe in Kurzzeichen erstmals in der Zeitschrift Wenwu 文物 publiziert.

## Form und Inhalt
Neben den anderen Texten auf den gefundenen Bambusstäbchen umfasst das Suan Shu Shu 200 Bambusstreifen, von denen 180 erhalten geblieben sind. Der etwa 7000 Zeichen lange Text ist undatiert und anonym und in der Lìshū geschrieben. Auf jedem Streifen stehen 3 bis 36 Zeichen. Unterhalb einiger Bambusgelenke steht das Zeichen „Wáng 王“ oder „Yáng 杨“; auf einigen vollständigen Streifen steht „Wang hat es geprüft“ (chinesisch 王已讎, Pinyin Wáng yǐ chóu), „Yang hat es geprüft“ (chinesisch 杨已讎, Pinyin Yáng yǐchóu). Dies bedeutet, dass möglicherweise zwei mit Familiennamen Wang und Yang diesen Text sowohl auf Fehler korrigiert als auch kopiert haben.
69 mathematische Probleme sind der Kerninhalt des Suan Shu Shu, die mittels Frage, Antwort und abschließender Methode (shù 術) aufgebaut sind. Sie umfassen folgende Probleme: Grundrechenarten, Bruchrechnen, Antiproportionalität (inverse Proportionalität), Faktorenzerlegung, Folgen und Reihen, insbesondere Zinssatzberechnungen und deren Fehlerbehebung, Konversionen zwischen Maßeinheiten, Regula-falsi-Verfahren, Berechnung von Volumen verschiedener Körper, relative Dimensionen eines Quadrats mit einem eingezeichneten Kreis, Berechnung der unbekannten Seite eines Rechtecks. Alle Berechnungen zum Kreisumfang und Kreisfläche werden mit einer Rundung der Zahl π = 3 erstellt. Erst durch Liu Xin († 23 n. Chr.), Zhang Heng (78–139), Liu Hui (3. Jh. n. Chr.), und Zu Chongzhi (429–500) wurde eine erhöhte Genauigkeit der Zahl Pi erreicht.
Vor der Entdeckung des Textes waren die ältesten mathematischen Abhandlungen das Zhoubi suanjing sowie das Jiu Zhang Suan Shu (九章算術), die um 100 v. Chr. entstanden sind. Durch die Entdeckung des Suan Shu Shu erhielt die Geschichte der Mathematik Chinas ein noch früheres, ca. 300 Jahre älteres Werk. Die vergleichenden Forschungen über das Jiu Zhang Suan Shu und das Suan Shu Shu sind seit der Entdeckung ein umstrittenes Feld: Da sowohl der Sprachstil, die Maßeinheiten sowie die mathematischen Probleme und Lösungsansätze in beiden Texten ähnlich sind, wird das Suan Shu Shu als eine der Vorlagen für das von Zhang Can 張倉 editierte Jiu Zhang Suan Shu angesehen.
Das Suan Shu Shu selber wurde von Christopher Cullen, dem Direktor des Needham Instituts, ins Englische übersetzt.